# Petrified Forest Creek
Der Petrified Forest Creek (englisch; polnisch Potok Skamieniały Las ‚Versteinerter-Wald-Bach‘) ist ein kleiner Bach auf King George Island im Archipel der Südlichen Shetlandinseln.
Der etwa 1600 m lange Petrified Forest Creek fließt westlich der Arctowski-Station zur Admiralty Bay. Etwa 400 m oberhalb der Mündung trifft der Geographers Creek von Westen kommend auf den Bach.
Polnische Wissenschaftler benannten ihn 1980 nach den hier gefundenen Fossilien von Bäumen aus dem Tertiär.